# María Eugenia García Moreno
María Eugenia García Moreno (La Paz, 6 de abril de 1969) es una química boliviana experta en los campos académicos de Hidroquímica y Transporte de Arsénico y Metales Pesados, Contaminación Natural y Antropogénica. Ha participado en proyectos de investigación en varios países y es Rectora de la Universidad Mayor de San Andrés por la gestión 2024 - 2027.

## Biografía
Nació el 6 de abril de 1969. Sus padres son Mario García y Magda Moreno. Creció en el barrio Miraflores de la ciudad de La Paz y estudió en el colegio Santa Teresa de la misma zona. Tiene un hermano y dos hijos. Estudió química en la Universidad Mayor de San Andrés y luego hizo una especialidad en Eficiencia Industrial. Realizó su doctorado en la Universidad de Lund, Suecia en hidroquímica. Su tesis doctoral la realizó acerca del Transporte de Arsénico y Metales Pesados, Contaminación Natural y Antropogénica.
Ha participado en proyectos de investigación en colaboración con países como Suecia, Francia, España, Holanda, Estados Unidos, Chile y la Unión Europea, abordando temas como la calidad del agua, el aprovechamiento energético del biogás y el estudio de cambios climáticos, entre otros.
Se ha desempeñado como Vicedecana titular, Decana a.i. y Directora del Instituto de Investigaciones Químicas en la Facultad de Ciencias Puras y Naturales. Es autora y coautora de más de sesenta publicaciones científicas nacionales e internacionales y es Docente e Investigadora Emérita de la Carrera de Ciencias Químicas de la Universidad Mayor de San Andrés.
En abril de 2021, fue elegida Vicerrectora de la Universidad Mayor de San Andrés por el periodo 2021-2024.
En el claustro universitario del 23 de abril de 2024, la propuesta del Movimiento Académico Universitario encabezada por García y el Dr. Tito Valerio Estevez Martini, como candidatos a Rector y Vicerrector culminó en una segunda vuelta electoral donde, con un respaldo del 62% del voto ponderado docente y estudiantil, fue elegida Rectora de la Universidad Mayor de San Andrés para el período 2024-2027.